# Plant Simulation
Plant Simulation — є комп'ютерним додатком, який розроблений компанією Siemens PLM Software для моделювання, аналізу, візуалізації і оптимізації виробничих систем та процесів, обігу матеріалів і логістичних операцій. Tecnomatix Plant Simulation використовується для оптимізації обігу матеріалів, утилізації  ресурсів, а також для роботи матеріально-технічного забезпечення на усіх структурних рівнях заводів. У межах Plant Design and Optimization Solution, група програмного забезпечення, до якого належить Plant Simulation, стоїть поруч з такими продуктами як Digital Factory та Digital Manufacturing, які є частиною Product Lifecycle Management Software (PLM). Додаток дозволяє порівнювати складні виробничі альтернативи, в тому числі іманентну логіку процесів, за допомогою комп'ютерного моделювання. Plant Simulation використовується окремими планувальниками виробництва, а також міжнаціональними підприємствами, в першу чергу для створення стратегічного макету плану, управління логікою  і великими за розміром та складними виробничими інвестиціями. Це один з основних продуктів, які домінують на ринку цієї галузі.

## Опис продукту
Plant Simulation  являє собою візуальне об'єктно-орієнтоване середовище для побудови імітаційних моделей широкого класу систем. Моделі будуються з наявної бібліотеки стандартних об'єктів, в якій є кілька основних розділів:
- Material Flow — об'єкти, призначені для обробки рухомих об'єктів. Наприклад: Source (джерело деталей), SingleProc (одинична операція), Buffer (накопичувач), Line (конвеєр).
- Movable Units — рухомі об'єкти: Entity (деталь), Container (резервуар), Transporter (самохідний транспорт).
- Information Flow — об'єкти для інформаційного забезпечення моделі (змінні, таблиці, генератори подій, інтерфейси обміну даними, методи для обробки подій).
- User Interface — об'єкти для представлення даних користувачу (графіки, діаграми).
- Fluids — об'єкти для моделювання трубопроводів і потоків рідин.

Крім стандартних об'єктів доступні додаткові бібліотеки, які реалізують спеціальні об'єкти (крани, автоматизовані склади) або інструменти (нейронні мережі, генератор варіантів).
Всі об'єкти мають набір параметрів (наприклад, час операції) і поведінки. Можна будувати більш складні структури, об'єднуючи базові об'єкти і додаючи підпрограми (методи) обробки подій на мові SimTalk. Таким чином можна створювати призначені для користувача бібліотеки об'єктів та ієрархічні моделі.
При моделюванні рухомі об'єкти (Movable Units) переміщаються по створеній структурі, генеруючи події в моменти часу, що визначаються параметрами об'єктів. Зокрема, при вході на об'єкт і при виході з нього.
За результатами моделювання автоматично збирається статистика - продуктивність за проміжок часу, час використання обладнання, ступінь заповнення накопичувачів, будь-які інші показники.
Крім звичайного, двовимірного представлення з анімацією на основі іконок, модель може мати тривимірне зображення. Для створення тривимірного представлення використовуються 3D-моделі в форматі JT.

## Особливості продукту
- Вбудована об’єктно-орієнтована мова програмування SimTalk
- Ієрархічна структура моделі з необмеженою глибиною вкладеності
- Можливість використання в симуляції статистичних параметрів відмов
- Набір аналітичних інструментів: аналізатор вузьких місць, діаграма Ганта, діаграма Сенкі та ін.
- Вбудовані універсальні інструменти оптимізації
- Автоматичне формування і проведення наборів експериментів
- Оптимізація на основі генетичних алгоритмів
- Можливість розподілу обчислень на кілька комп'ютерів
- Інтерфейси для обміну даними (ODBC, SQL, Excel, XML, ActiveX, OPC та ін.)

## Використання
Plant Simulation використовується в більшості галузей промисловості. Особливо в таких як
- Автомобільна промисловість Automotive Industry Workgroup Material Flow Simulation
- Автомобільні постачальники
- Аерокосмічна
- Заводська
- Машинобудування
- Переробна промисловість
- Електронна промисловість
- Аеропорти
- Транспортні компанії (транспортна логістика, логістика зберігання і виробнича логістика)
- Багатоярусний склад постачальників, постачальники автоматизованих керованих транспортних систем
- Консалтинг будинків і постачальників послуг
- Корабельна. Моделювання праці в морській промисловості; SimCoMar є групою зацікавленою у кораблебудуванні і постачальником, університетів та установ, що займається моделювання суднобудування
- Порти, особливо контейнерні термінали

Останнім часом істотні вигоди моделювання потоку набуває все більшого значення шляхом більш широкого використання для розгляду стійкості процесів промислового виробництва. Тут характеристики сталого виробництва моделюються і аналізуються заздалегідь, а потім інтегруються в процес прийняття інвестиційних рішень.
Plant Simulation також використовується для цілей досліджень і розробок у багатьох університетах.